# Tilomar
Tilomar (Tilômar) ist ein Ort des osttimoresischen Verwaltungsamts Tilomar (Gemeinde Cova Lima).

## Geographie
Der Ort liegt nahe der Südküste im Suco Lalawa, 98 km in Luftlinie südwestlich von der Landeshauptstadt Dili und etwa 18 km westlich von Suai in einer Meereshöhe von 328 m.
Hauptort des Verwaltungsamts von Tilomar ist Casabauc im gleichnamigen Suco.

## Geschichte
Ende 1975 drang die indonesische Armee in Osttimor ein und besetzte am 25. Dezember 1975 den Ort Tilomar. Ein Großteil der Bevölkerung floh zum Berg Taroman. Die Besetzung Osttimors durch Indonesien dauerte bis 1999.

## Infrastruktur
Tilomar verfügt über eine Grundschule (Escola Primaria Lalawa), einen Hubschrauberlandeplatz und eine medizinische Station.